# Лампрехтсофен
Лампрехтсофен (нім. Lamprechtsofen) — печера в австрійській землі Зальцбург. Протяжна печерна система з декількома входами є четвертою у світі за глибиною (−1632 м), і дозволяє зробити найглибший у світі наскрізний траверс.

## Опис
Печера розташована на хребті Леогангські гори у Північних Вапнякових Альпах. Її основний вхід — це печера-джерело біля підніжжя хребта, розташована на висоті 664 м н.р.м.. Печера була відома дуже давно. Походження назви можна зрозуміти з місцевої легенди:
Багато віків тому лицар Лампрехт повернувся з хрестового походу зі скарбами. Коли він помер, скарби успадкували двоє його дочок, але одна з них виявилася жадібною, вкрала долю сестри і сховала у Печері Лампрехта.
Починаючи з середніх віків багато хто намагався відшукати міфічні скарби. Ці спроби набули загрозливий розмах і в 1701 р. вхід до печери спробували замурувати. Втім, без особливого успіху, оскільки кілька разів на рік, під час сніготанення або сильних злив, в печері трапляються найсильніші паводки, і з входу виривається бурхлива річка.
Перші 600 м печери є екскурсійним маршрутом.

## Історія досліджень
Перші методичні дослідження печери почалися на початку XX ст. У 1905 р. в печері було знайдено декілька скелетів, ймовірно, мисливців за скарбами. І в тому ж 1905 р. 600 м привхідної частини печери було відкрито для відвідувачів. У 1979 р. після серії дослідницьких експедицій, здійснивши ряд сходжень вгору по підземній річці, польські спелеологи здолали кілометровий рубіж амплітуди (+1022 м). У 1990 р. вертикальна печера N-132 була сполучена поляками з печерою Лампрехтсофен, що створило найглибший у світі печерний траверс (1484 м). 10 серпня 1995 р. печера Вогельшахт (Vogelschacht) з'єдналася з Лампрехтсофеном, і печера стала другою у світі за глибиною (-1532 м). Нарешті, 18 серпня 1998 р., після з'єднання з печерою PL-2, вхід якої виявився вищий за інших (2285 м н.р.м.), печера Лампрехтсофен стала якнайглибшою у світі (-1632 м). Цей успіх став результатом 30 експедицій польських спелеологів на карстовий масив впродовж 24 років.
Рекорд світу протримався за Лампрехтсофеном лише до червня 2001 р., коли на перше місце вибралася печера Крубера-Вороняча, на Кавказі. Пізніше було також оголошено про досягнення французькою печерою Мірольда глибини −1733 м, але, очевидно, це було помилкою топозйомки, і сьогодні глибина Мірольди зафіксована на відмітці −1626 м. Проте, на 3-є місце Лампрехтсофен був відсунутий в 2007 р. кавказькою печерою Сніговою (-1753 м), а згодом, і на 4-е місце в 2011 р. печерою Сарма (-1760 м) на масиві Арабіка.

## Цікаві факти
- Основну частину печери було досліджено не як інші глибокі печери зверху вниз, а із сходженням від низу до верху[4].
- У 1998 р., через декілька днів після того, як печера стала якнайглибшою у світі, групу з 14 туристів, включаючи 7 дітей, під час екскурсії було замкнуто у печері несподіваним паводком, і вони змушені були 11 годин очікувати, поки спаде вода[3].
- У печері на підземній річці побудовано невелику греблю для міні-електростанції, що генерує електрику для екскурсійних потреб[3].